# CDK13相关疾病
CDK13相关疾病（英語：CDK13-related disorder），又称先天性心脏病、面部异常及智力障碍相关疾病（英語：Congenital heart defects, dysmorphic facial features and intellectual developmental disorder, CHDFIDD），是一种非常罕见的常染色体显性遗传疾病，其特征为先天性心脏病、智力障碍和面容异常。受影响者通常有运动和语言发展迟缓、肌张力低下和胃肠运动障碍。面部特征包括宽鼻梁、宽位眼、眼裂小、低位耳、人中异常和小嘴。较不常见的特征包括先天性脊柱异常、听力损失或癫痫发作。
该综合征是由编码蛋白细胞周期蛋白依赖激酶13的CDK13基因突变引起的。细胞周期蛋白依赖性激酶是蛋白激酶，对调节细胞分化的DNA转录至关重要。CDK13促进参与各种发育过程的基因表达，当基因突变时，这些过程被破坏或未完成。当基因检测证实CDK13突变时，即可诊断出该综合征。
通常对症治疗。药物治疗可用于治疗胃肠运动障碍，严重情况下可进行胃造口术。尽早进行言语治疗或使用辅助交流设备可以帮助语言发展。由于缺乏已知的患者，预后尚不明确，但已经确定了一些成年中期的患者。
截至2019年1月，已确定并研究了至少44名患有该疾病的患者。2016年的一项队列研究首次将CDK13突变确定为致病性，Bostwick等人首次概述了该疾病。2017年，他们还将其命名为CHDFID。

## 症状
大多数CDK13相关疾病患者有先天性心脏病，通常为房间隔或室间隔缺损。
患有该疾病的患者通常具有特征性的面部外观，包括宽鼻梁、宽位眼、内眦赘皮、眼裂小、低位耳、人中异常和薄上唇的小嘴。在一些患者中，该综合征会导致卷发。CDK13相关疾病患者面部外观与歌舞伎面谱综合征相似。
该综合征通常会导致智力残疾，包括运动和语言发展迟缓。有些人患有胼胝体发育不全或小脑蚓部发育不全。该综合征有时表现为自闭症谱系障碍的症状。多见张力过低和斜视。少数患者患有小头畸形和癫痫。
受影响者往往有胃肠运动障碍的自主神经症状，包括胃食管反流、便秘和吞咽困难。少数受影响者有耳部问题，如感觉神经性耳聋或复发性耳部感染，少数人有先天性脊柱异常，包括椎体融合或脊柱裂以及脊柱侧凸。

## 病因
该综合征是由编码蛋白细胞周期蛋白依赖性激酶13的基因CDK13的两个拷贝中的一个突变引起的。细胞周期蛋白依赖性激酶是一种蛋白激酶，在细胞周期和DNA转录中具有重要功能。该功能是通过蛋白质磷酸化实现的，其功能是关闭或打开某些蛋白质，允许细胞分化和正常发育过程的进展。这些基因的两个拷贝中的一个突变导致一些蛋白质不能正确形成，因此一些发育过程被破坏或没有完成。CDK13可磷酸化RNA聚合酶II，使其给DNA进行基因转录，CDK13的磷酸化作用主要发生在RNA聚合酶II转录促进细胞发育的基因时。
在该疾病患者中发现的CDK13突变大多是错义突变（单氨基酸变化），改变了该基因高度保守（几乎没有变化）的蛋白激酶结构域的氨基酸结构，导致影响该关键蛋白操作的结构变化。最常见的突变是将蛋白质的第842个氨基酸天冬酰胺（Asn）改变为丝氨酸（Ser）或天冬氨酸（Asp）的突变，但其他许多突变已经被确定。取决于它们降低基因激酶功能的程度，不同的突变导致了该综合征的不同严重程度。例如，具有全活性消除突变的人患有小头畸形。
CDK13两个拷贝的突变对小鼠胚胎是致命的。两个CDK13拷贝均被敲除的小鼠由于心力衰竭无法存活到胚胎发育的第16天，因为心脏的肌细胞和心肌明显减少，肌球蛋白表达减少。所有器官都较小且发育不良，胚胎体积缩小。

## 诊断
该疾病通常在基因检测确认CDK13突变后诊断，根据症状可能怀疑该疾病。检测突变的方法包括全外显子组测序和批量测试，其中对所涉及的部分潜在基因进行批量测序。该突变可通过桑格测序确认。

## 治疗
通常对症治疗。房间隔或室间隔缺损通常通过观察治疗，但在严重情况下可以通过手术矫正。促动力药物可用于促进胃排空。如果胃运动障碍太严重而不能充分摄入食物，可以进行胃造口术。尽早进行言语治疗或使用辅助交流设备可以帮助语言发展。

## 预后
预后尚不明确，发现和研究的大多数患者都是儿童，但也发现了一些成年中期患者。

## 流行病学
患病率尚不清楚，该疾病最近几年才被定义。从Bostwick等人2017年的报告开始，截至2019年1月，至少有44名患有该疾病的患者得到了确认和研究。

## 历史
2016年，在Sifrim等人的一项研究中，在1891名先天性心脏病患者中的7名个体中，CDK13突变首次被确定为致病性。作为英国破译发育障碍队列研究的一部分，McRae等人于2017年在英国和爱尔兰4293名发育迟缓患者中的11名个体中再次发现CDK13突变。
2017年，Bostwick等人（9名患者）首先定义并概述了该疾病，他们还定义了先天性心脏病、面部异常及智力障碍相关疾病这一术语。2018年，Hamilton等人（16名患者）、Uehara等人（3名患者）和van den Akker（15名患者）等人后来的工作确定并研究了其他患者。

## 图库

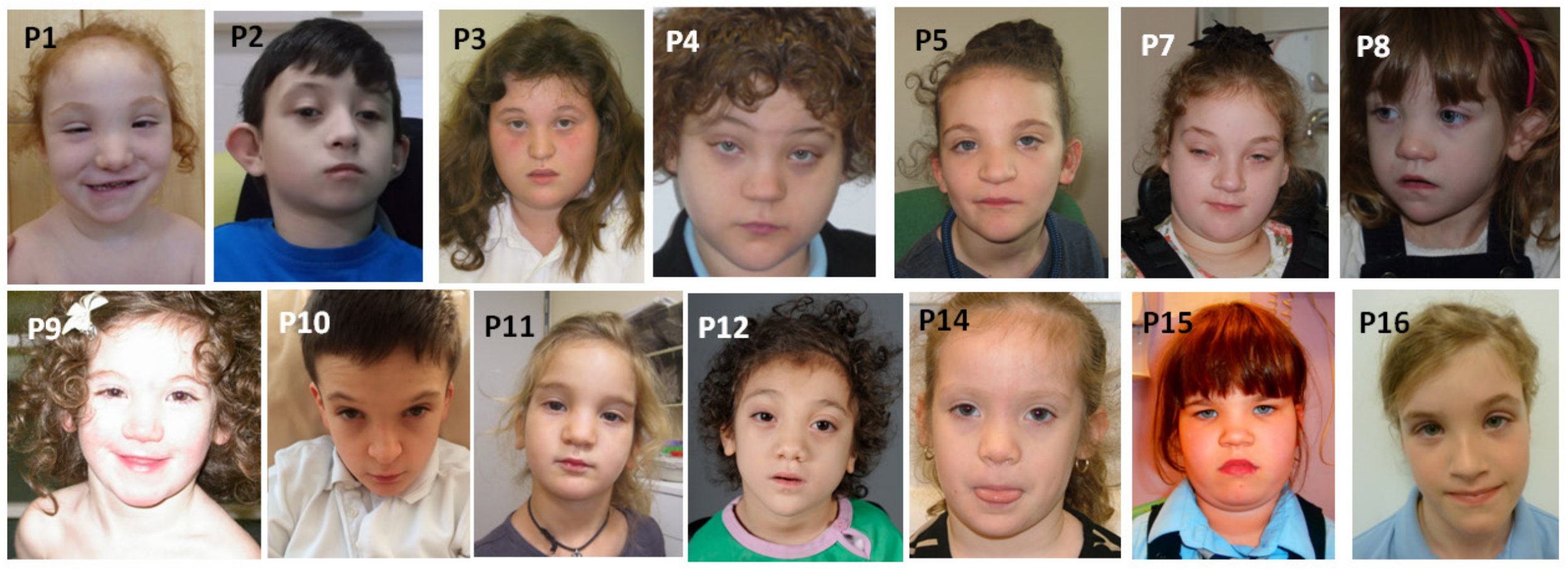
CDK13相关疾病患者的典型面部外观，包括宽位眼、内眦赘皮、眼裂小、低耳位、人中异常和薄上唇的小嘴